# Il duello - By Way of Helena
Il duello - By Way of Helena (The Duel) è un film western del 2016 diretto da Kieran Darcy-Smith.
Tra gli interpreti principali figurano Liam Hemsworth, Woody Harrelson e Alice Braga.

## Trama
Texas, 1888. Abraham Brant, noto a tutti come "il predicatore", ha una straordinaria presa su tutti gli abitanti di Monte Hermon, una cittadina di frontiera, nonostante lo seguano storie di guerra, uccisioni ed eventi inspiegabili. Non lontano dall'isolata località, una sfilza di cadaveri inizia ad apparire in un'ansa del Rio Grande e, per capirne l'origine, il ranger David Kingston arriva con la moglie Marisol a Monte Hermon. David riconosce in Abraham colui che aveva visto, quando era bambino  ventidue anni prima, uccidere suo padre in un cruento duello al coltello  (secondo le regole di Helena).
Combattuto tra il seguire la legge o il proprio bisogno di vendetta, Kingston scoprirà presto che niente di ciò che riguarda Abraham, Monte Hermon e gli omicidi, è ciò che sembra. Abraham, invaghito di Marisol, offre a David il ruolo di sceriffo della città, il quale accetta per continuare le indagini. La stessa Marisol inizia a dare ben presto dei segni di squilibrio e di essere affascinata dal carisma di Brant. David riesce ben presto a scoprire le origini di quelle morti, dovute a delle vere e proprie cacce all'uomo, organizzata da Abraham e dai suoi accoliti. Essi rapivano e ingabbiavano dei messicani, che poi liberavano per dargli la caccia e capire cosa si prova ad uccidere qualcuno. Il figlio di Abraham, Isaac, però, anziché seppellire i cadaveri come da istruzioni, li aveva sempre buttati nel Rio Grande, consentendone la riemersione.
Lo stesso Isaac, smascherato ed umiliato da David, lo sfida a duello con le stesse modalità con le quali si erano sfidati i loro padri, soccombendo. David però nonostante i patti non viene lasciato libero e diviene egli stesso oggetto della "caccia", con la complicità di Marisol, ormai totalmente soggiogata da Brant. David, sfruttando il vantaggio concessogli, per prima cosa libera tutti gli ostaggi messicani, tra i quali c'è Maria, nipote del generale Calderon, colui che aveva spinto affinché si creasse la missione di investigazione al fine di ritrovarla. David, appostandosi, riesce ad uccidere i complici di Abraham, trasformando la caccia in un duello, stavolta a colpi di fucile tra le rocce. Entrambi vengono feriti, ma Kingston riesce ad avere la meglio, facendo cadere un masso sulla gamba di Brent. David, per completare la sua vendetta, ma anche per far capire alla gente del paese chi era in realtà Abraham, non lo uccide, lasciandolo ferito ed agonizzante. Abraham, tagliatosi col coltello parte della gamba per liberarsi, striscia verso David mentre è assopito per ucciderlo, ma viene finito dalla stessa Maria, accorsa in aiuto.
David, segnato e ferito, ma salvo, si dirige verso una meta sconosciuta, mentre non si sa più niente della moglie Marisol.